# Игры Содружества 2002
Игры Содружества 2002 года прошли в Манчестере (Англия) с 25 июля по 4 августа. Игры 2002 года должны были быть проведены в Соединенном Королевстве, чтобы совпасть с золотым юбилеем Елизаветы II, главы Содружества наций. Игры Содружества 2002 года были перед летними Олимпийскими играми 2012 года крупнейшим мультиспортивным мероприятием, когда-либо проводившимся в Великобритании, затмив летние Олимпийские игры 1948 года в Лондоне по количеству участвующих команд и спортсменов. На Играх был разыгран 281 комплект медалей в 17 видах спорта.
Игры были признаны успешными для города-организатора, продемонстрировав, как Манчестер изменился после терактов 1996 года. Игры стали катализатором бурного развития Манчестера и укрепили его репутацию. Быстрое экономическое развитие Манчестера продолжились и после Игр, что помогло укрепить его место в качестве одного из главных культурных городов Британии.
Церемонии открытия и закрытия, атлетические соревнования и соревнования по регби-7 проводились на стадионе «Этихад», специально построенном для Игр. Стрельба проводилась в Национальном стрелковом центре в Бисли (графство Суррей), в 322 км от главного стрелкового центра Игр. 72 страны соревновались в 14 индивидуальных и 3 командных видах спорта.

## Страны-участницы
В Играх Содружества 2002 года участвовали 72 страны, территории и региона Содружества. Мероприятие 2002 года стало последним для Зимбабве на сегодняшний день; эта страна официально вышла из Содружества наций в следующем году.

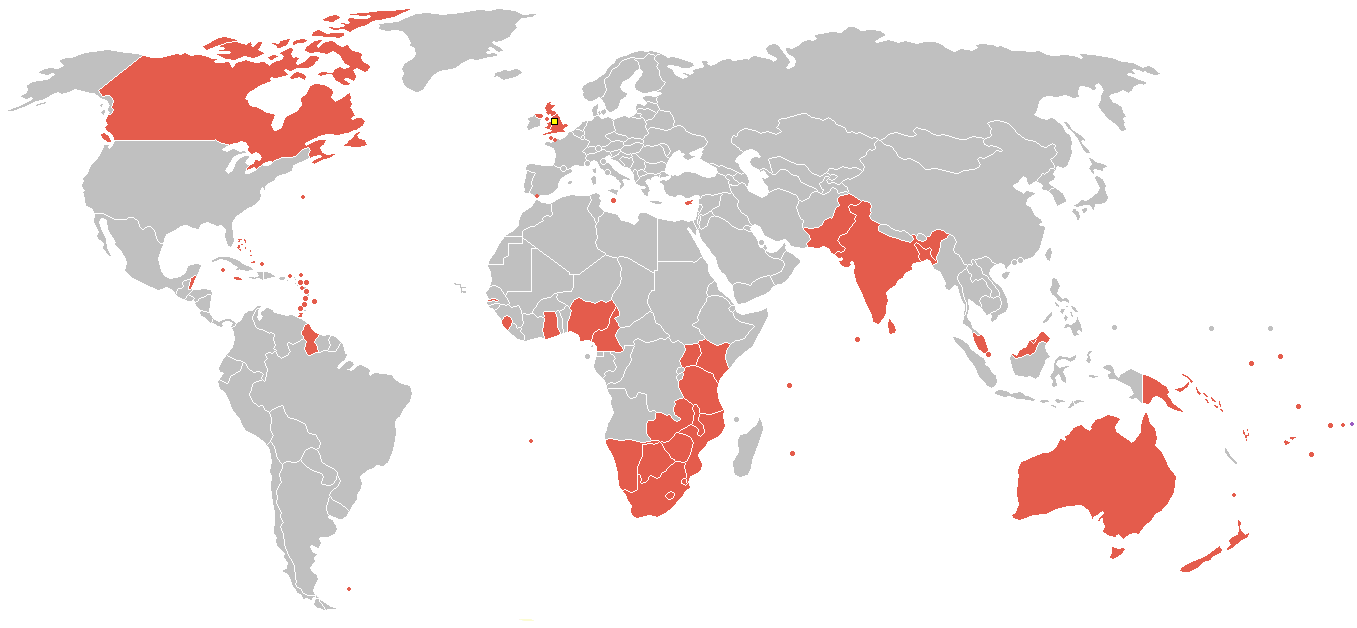
Страны — участницы Игр Содружества 2002 года в Манчестере.

| Страны и территории |
| --- |
| - Ангилья - Антигуа и Барбуда - Австралия - Багамские Острова - Бангладеш - Барбадос - Белиз - Бермуды - Ботсвана - Виргинские Острова (Великобритания) - Бруней - Камерун - Канада - Острова Кайман - Острова Кука - Кипр - Доминика - Англия (хозяйка) - Фолклендские острова - Фиджи - Гамбия - Гана - Гибралтар - Гренада - Гернси - Гайана - Индия - Остров Мэн - Ямайка - Джерси - Кения - Кирибати - Лесото - Малави - Малайзия - Мальдивы - Мальта - Маврикий - Монтсеррат - Мозамбик - Намибия - Науру - Новая Зеландия - Нигерия - Ниуэ - Остров Норфолк - Северная Ирландия - Пакистан - Папуа — Новая Гвинея - Острова Святой Елены, Вознесения и Тристан-да-Кунья - Сент-Китс и Невис - Сент-Люсия - Сент-Винсент и Гренадины - Самоа - Шотландия - Сейшельские Острова - Сьерра-Леоне - Сингапур - Соломоновы Острова - ЮАР - Шри-Ланка - Свазиленд - Танзания - Тонга - Тринидад и Тобаго - Теркс и Кайкос - Тувалу - Уганда - Вануату - Уэльс - Замбия - Зимбабве |

## Виды спорта
- Бадминтон;
- Бокс;
- Велосипедный спорт;
- Вольная борьба;
- Греко-римская борьба;
- Дзюдо;
- Игра в боулз;
- Лёгкая атлетика;
- Настольный теннис;
- Нетбол;
- Плавание;
- Прыжки в воду;
- Регби-7;
- Сквош;
- Спортивная гимнастика;
- Стрельба;
- Триатлон;
- Тяжёлая атлетика;
- Хоккей на траве;

## Таблица медалей
*   Принимающая сторона (Англия)
| Место           | Страна            | Золото | Серебро | Бронза | Всего |
| --------------- | ----------------- | ------ | ------- | ------ | ----- |
| 1               | Австралия         | 82     | 62      | 63     | 207   |
| 2               | Англия*           | 54     | 51      | 60     | 165   |
| 3               | Канада            | 31     | 41      | 44     | 116   |
| 4               | Индия             | 30     | 22      | 17     | 69    |
| 5               | Новая Зеландия    | 11     | 13      | 21     | 45    |
| 6               | ЮАР               | 9      | 20      | 17     | 46    |
| 7               | Камерун           | 9      | 1       | 2      | 12    |
| 8               | Малайзия          | 7      | 9       | 18     | 34    |
| 9               | Уэльс             | 6      | 13      | 12     | 31    |
| 10              | Шотландия         | 6      | 8       | 16     | 30    |
| 11              | Нигерия           | 5      | 3       | 11     | 19    |
| 12              | Кения             | 4      | 8       | 4      | 16    |
| 13              | Ямайка            | 4      | 6       | 7      | 17    |
| 14              | Сингапур          | 4      | 2       | 7      | 13    |
| 15              | Багамские Острова | 4      | 0       | 4      | 8     |
| 16              | Науру             | 2      | 5       | 8      | 15    |
| 17              | Северная Ирландия | 2      | 2       | 1      | 5     |
| 18              | Кипр              | 2      | 1       | 1      | 4     |
| 19              | Пакистан          | 1      | 3       | 4      | 8     |
| 20              | Замбия            | 1      | 1       | 1      | 3     |
| 20              | Фиджи             | 1      | 1       | 1      | 3     |
| 22              | Зимбабве          | 1      | 1       | 0      | 2     |
| 23              | Намибия           | 1      | 0       | 4      | 5     |
| 24              | Танзания          | 1      | 0       | 1      | 2     |
| 25              | Бангладеш         | 1      | 0       | 0      | 1     |
| 25              | Гайана            | 1      | 0       | 0      | 1     |
| 25              | Мозамбик          | 1      | 0       | 0      | 1     |
| 25              | Сент-Китс и Невис | 1      | 0       | 0      | 1     |
| 29              | Ботсвана          | 0      | 2       | 1      | 3     |
| 30              | Уганда            | 0      | 2       | 0      | 2     |
| 31              | Самоа             | 0      | 1       | 2      | 3     |
| 32              | Тринидад и Тобаго | 0      | 1       | 0      | 1     |
| 33              | Барбадос          | 0      | 0       | 1      | 1     |
| 33              | Гана              | 0      | 0       | 1      | 1     |
| 33              | Лесото            | 0      | 0       | 1      | 1     |
| 33              | Маврикий          | 0      | 0       | 1      | 1     |
| 33              | Мальта            | 0      | 0       | 1      | 1     |
| 33              | Острова Кайман    | 0      | 0       | 1      | 1     |
| 33              | Сент-Люсия        | 0      | 0       | 1      | 1     |
| Всего стран: 39 | Всего стран: 39   | 282    | 279     | 334    | 895   |